# Toy Soldiers: Cold War
Toy Soldiers: Cold War est un jeu vidéo de type tower defense développé par Signal Studios et publié par Microsoft le 17 août 2011 sur Xbox Live Arcade puis sur PC le 26 octobre 2012. Il fait suite au jeu Toy Soldiers publié en 2010.

## Système de jeu
Dans un contexte fictif s'inspirant de la guerre froide, le joueur doit combattre un adversaire afin de protéger son coffre à jouets à l'aide de figurines représentant son armée. Le jeu est jouable à un ou deux joueurs simultanément.

## Accueil
| Toy Soldiers: Cold War |      |        |
| Média                  | Pays | Notes  |
| GameSpot               | US   | 85 %   |
| IGN                    | US   | 85 %   |
| Jeuxvideo.com          | FR   | 16/20  |
| Compilations de notes  |      |        |
| Metacritic             | US   | 81 %   |
| GameRankings           | US   | 82,2 % |